# Carlos Soulié do Amaral
Carlos Soulié Franco do Amaral (Marília,14 de julho de 1944) é um crítico de arte, poeta e escritor brasileiro.

## Biografia
Soulié nasceu em Marília, cidade do estado de São Paulo na década de 1944. Em parceria com outros integrantes do segmento de comunicação fundou o Jornal da Tarde em São Paulo na década de 1966.
Em 1968, Carlos Soulié fundou a revista Veja sendo liderado pelo jornalista Mino Carta.
Como poeta e escritor, publicou diversos livros dentre eles o mais conhecido Procura e Névoa pela Martins Editora. Com a obra Soulié conquistou o Prêmio Jabuti em 1966 na categoria poesia.
Ainda em 1966 recebeu o Prêmio Machado de Assis com a mesma obra Procura e Névoa.
Na década de 1967 recebeu da Câmara Brasileira do Livro o Troféu Imprensa pela fundação do Jornal da Tarde na categoria Crítica e/ou Noticiário Literário (Jornais).